# Zone de massif
En France, la définition des zones de massif découle de la mise en application de la Loi montagne en 1985. Les zones de massif englobent les régions de montagne et les espaces qui leur sont immédiatement contigus.
Complémentaire du zonage montagne qui lui détermine principalement des aides à l'agriculture, le zonage massif est le cadre d'exercice des comités de massif, organe de proposition et de coordination des politiques territoriales, qui travaille avec le Conseil national de la montagne, l'État mais aussi les élus locaux, composé de représentants locaux (élus ou non) qui définissent des objectifs, des actions en faveur du développement, de l'aménagement, de la protection du massif. Ces orientations sont matérialisées dans le schéma interrégional d'aménagement et de développement de massif, puis la convention interrégionale de massif, qui sert de biais à l'engagement négocié entre l'État et les régions, et consacre à la fois le décloisonnement et le principe de subsidiarité espérés par la Loi montagne. L'animation des comités de massif est confiée à un commissariat de massif piloté par la DATAR et le Secrétaire général aux affaires régionales d'une des Régions concernées par le zonage,.
La zone massif est donc le cadre et l'outil (via ces documents de planification officiels) d'application des politiques territoriales à destination des espaces de montagne français.

## Délimitation

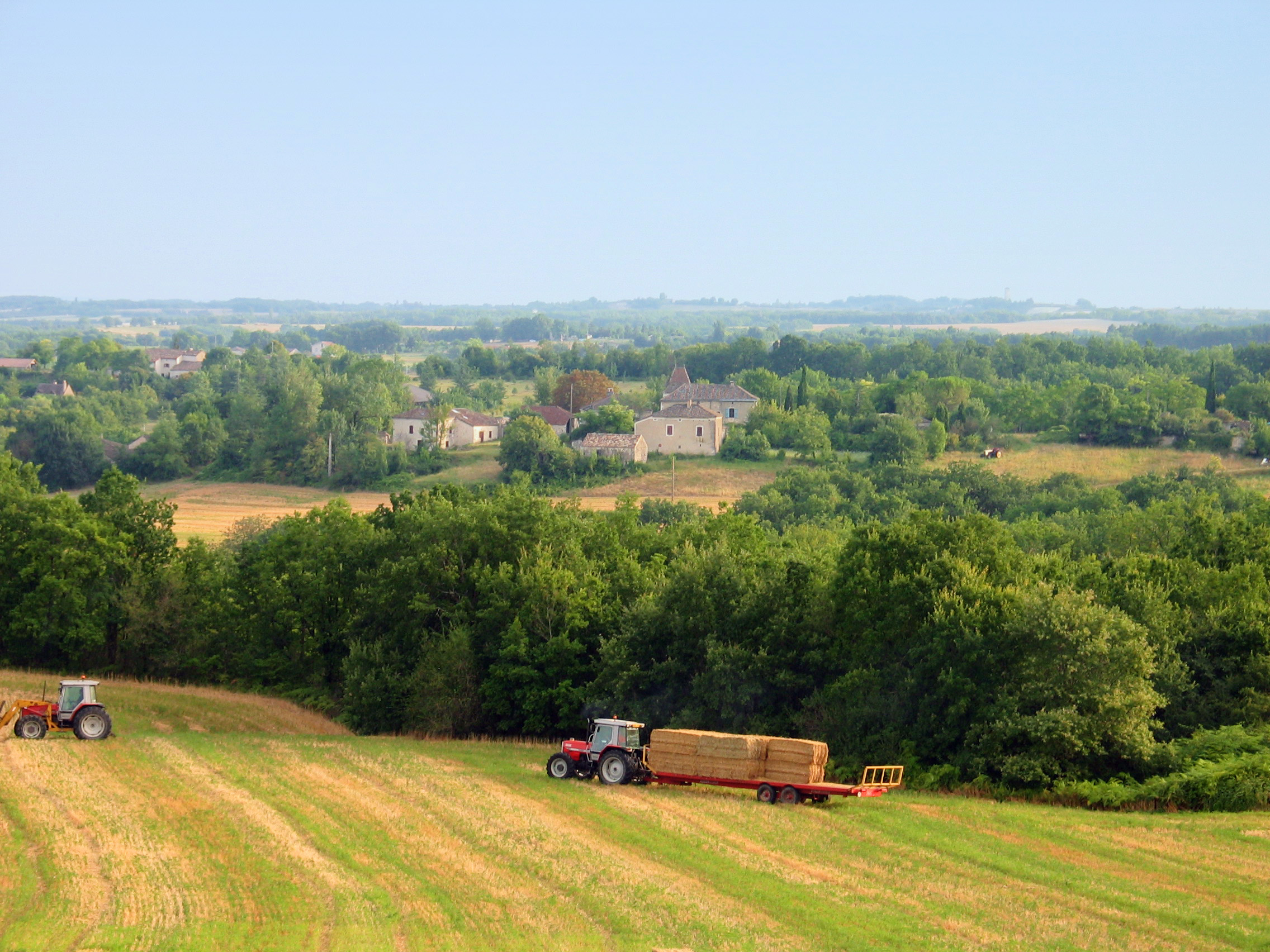
Un paysage du Quercy, à environ 250 mètres d'altitude. « Le massif englobe, non seulement les zones de montagne, mais aussi les zones qui leur sont immédiatement contiguës : piémonts, voire plaines si ces dernières assurent la continuité du massif. »

Il existe neuf zones massif en France : Alpes, Pyrénées, Massif central, Corse, massif du Jura, massif des Vosges, Hauts de la Réunion, Martinique, Guadeloupe. Elles s'étendent sur tout ou partie de 15 régions et 50 départements français (dont 17 sont entièrement compris dans ce zonage), regroupant donc des territoires aux paysages très divers, des plus montagneux (haute montagne alpine) à des espaces de plaine ou de bas plateaux (Quercy, Bourbonnais).

## Critique
La Loi montagne a été particulièrement critiquée par son caractère incantatoire et idéologique. Cette critique se retrouve dans les modalités de définition du zonage massif. Céline Broggio estime ainsi que c'est en partie par électoralisme (la loi portée par la gauche sur des territoires acquis à la droite) que la loi a perdu en réalisme. Elle estime que « la politique de la montagne montre le rôle des représentations et celui de la géographie électorale comme clés d’interprétation de l’aménagement du territoire », en remarquant que le zonage massif de 1985 inclut de larges zones de piémont acquises à la gauche depuis 1981. Pour elle, « le zonage « massif » refléterait ainsi la constitution d’un espace d’aménagement qui soit à la fois de montagne et de gauche », dans le contexte de décentralisation et de promotion progressive du développement territorial.